# Alistair Brownlee
Pour les articles homonymes, voir Brownlee.
Alistair Edward Brownlee, né le 23 avril 1988 à Dewsbury en Angleterre, est un triathlète professionnel anglais,  double champion olympique  en 2012 et en 2016, double champion du monde en 2009 et 2011 et quadruple champion d'Europe. Il est le frère ainé de Jonathan Brownlee triathlète professionnel, médaille de bronze et d'argent lors des mêmes Jeux olympiques. 
Il est nommé membre de l'ordre de l'Empire britannique à l'occasion de la liste de nominations honorifiques du nouvel an 2013.

## Biographie

### Jeunesse
Alistair Brownlee fait ses études à la Bradford Grammar School, une école privée de la ville de Bradford. Il poursuit au Girton College de l'Université de Cambridge où il commence des études de médecine qu'il abandonne après huit semaines, pour rejoindre l'université de Leeds où il obtient un premier diplôme en science du sport et en physiologie. Il poursuit ses études pour obtenir, une maîtrise en finances. Il commence le triathlon à un jeune âge et prend la décision de se concentrer sur ce sport après sa victoire aux championnats du monde juniors en 2006. Ses choix universitaires lui permettent de concilier ses études et une préparation plus intensive de triathlon.

### Carrière en triathlon
Alistair Brownlee est membre du club de triathlon au centre de hautes performances de l'université de Leeds, il est entraîné par le directeur de Carnegie Sport Malcolm Brown et en natation par Jack Maitland. En France en 2015, il est licencié au club de triathlon de Sartrouville où il participe au championnat de France des clubs de division une.
Alistair Brownlee devient champion olympique en remportant l'épreuve de triathlon lors des Jeux olympiques d'été de 2012 devant l'Espagnol Javier Gómez et son frère Jonathan Brownlee. Il conserve son titre aux Jeux olympiques d'été de 2016 à Rio de Janeiro et devient le premier triathlète double champion olympique de l'histoire de ce sport. Il remporte un mois plus tard les championnats du monde d'aquathlon devant le tenant du titre et partenaire d'entrainement Richard Varga.
En 2016, il monte plusieurs fois sur le podium des séries mondiales de triathlon et remporte les étapes de Leeds et de Stockholm. Tenant du titre olympique, il est sélectionné d'office pour les Jeux olympiques d'été de 2016 à Rio de Janeiro. Il prend le départ de la course et se trouve dès le départ de la partie natation en compagnie de son frère Jonathan dans le sillage du  meilleur nageur du circuit, le Slovaque Richard Varga. Ils sortent ensemble pour la première transition et forme une échappée composée d'une dizaine de triathlètes dans laquelle le tenant du titre anime une collaboration en compagnie notamment du Français Vincent Luis. Il impose avec ce groupe un rythme élevé pour isoler et « piéger » les coureurs à pied les plus rapides des circuits internationaux et notamment, l'Espagnol Mario Mola et le Sud-Africain Richard Murray dans un peloton de poursuivants, qui perd plus d'une minute sur la tête de course.
Avec plus d'une minute et vingt secondes d'avance il fait partie du  groupe de tête qui démarre la course à pied à l'issue de la seconde transition. Rapidement, en compagnie de son frère et de Vincent Luis, il prend ses distances avec les autres compétiteurs dont le Sud-Africain Henri Schoeman qui reste toutefois à une courte distance du trio de tête qui impose un rythme élevé dans la première boucle du parcours pédestre. Dès le second kilomètre, le Français subit l’accélération des deux frères à laquelle il ne peut résister. Les deux frères continuent seuls vers une nouvelle médaille. Lors du dernier tour, il accélère et crée un écart avec son frère Jonathan que ce dernier ne parvient pas à combler. Il passe la ligne d'arrivée seul et sans pression, le champion olympique en titre savoure sa nouvelle victoire sur la ligne d'arrivée que son frère passe quelques secondes plus tard. Il devient le premier triathlète de l'histoire à remporter deux médailles d'or olympique.
En septembre 2016, il crée la surprise en prenant le départ pour la première fois sur des championnats du monde d'aquathlon dont le titre 2015 était détenu par son collègue d'entrainement le Slovaque Richard Varga. Force est de constater que l'amitié professionnelle n'a pas cours pendant la compétition, le Britannique ajoutant ce titre à son palmarès devant le Slovaque privé d'un cinquième titre d'une spécialité dans laquelle il excelle habituellement.
Au lendemain de ce nouveau titre, lors de la grande finale des séries mondiales de triathlon, il est l'auteur d'un geste envers son frère qui soulève admiration du public et polémique de la Fédération espagnole de triathlon. À la fin de la partie course à pied, son frère Jonathan en course pour le titre de champion du monde est pris d'un malaise dû à une forte déshydratation à 400 mètres de l’arrivée et s'accroche visiblement au bord de l'évanouissement, à un officiel à poste de ravitaillement. Alistair le suivant de peu et dans un refus de le voir abandonner, le prend sous les bras et le remet en course. Franchissant la dernière ligne droite ensemble, il le propulse littéralement derrière la ligne d'arrivée avant de la franchir lui-même. Ce geste considéré comme fraternel est visionné plus de trente millions de fois sur les réseaux sociaux et fait l’objet de nombreux articles dans la presse spécialisée. Cependant, la fédération espagnole de triathlon, estimant que l'aide apportée à Jonathan  Brownlee est non réglementaire, demande sa disqualification. Demande refusée car non-fondée pour les instances internationales qui confirment rapidement le résultat de la course,.

### Autres activités
Alistair Brownlee a deux frères, Edward et Jonathan. Avec son frère Jonathan, ils organisent ensemble depuis 2013 leur propre triathlon, « Brownlee Tri » pour mettre en avant ce sport en Grande-Bretagne auprès des adultes et des enfants britanniques, plus de 1 000 participants et 4 000 spectateurs sont présents à ce rendez-vous de fin septembre. Alistair est nommé membre de l'ordre de l'Empire britannique à l'occasion de la liste de nominations honorifiques du nouvel an 2013, pour services rendus au triathlon.

## Palmarès
Les tableaux présentent les résultats les plus significatifs (podium) obtenus sur le circuit international de triathlon depuis 2009.
| Année | Compétition                                        | Pays           | Position           | Temps           |
| ----- | -------------------------------------------------- | -------------- | ------------------ | --------------- |
| 2024  | Étape du T100 à Dubaï (finale)                     | Dubaï          | Médaille de bronze | 3 h 10 min 25 s |
| 2023  | Challenge Barcelone                                | Espagne        | Médaille d'argent  | 2 h 29 min 36 s |
| 2023  | Challenge Majorque                                 | Espagne        | Médaille de bronze | 3 h 45 min 27 s |
| 2020  | Coupe du monde - l'étape sprint d'Arzachena        | Italie         | Médaille de bronze | 0 h 54 min 44 s |
| 2020  | Coupe du monde - l'étape sprint de Valence         | Espagne        | Médaille d'argent  | 0 h 50 min 25 s |
| 2019  | Championnats du monde d'Ironman 70.3               | France         | Médaille d'argent  | 3 h 55 min 19 s |
| 2019  | Championnats d'Europe de triathlon                 | Pays-Bas       | Médaille d'or      | 1 h 35 min 1 s  |
| 2018  | Championnats du monde d'Ironman 70.3               | Afrique du Sud | Médaille d'argent  | 3 h 37 min 42 s |
| 2017  | Challenge Gran Canaria                             | Espagne        | Médaille d'or      | 4 h 3 min 9 s   |
| 2016  | Jeux olympiques - Rio de Janeiro                   | Brésil         | Médaille d'or      | 1 h 45 min 1 s  |
| 2016  | WTS Stockholm                                      | Suède          | Médaille d'or      | 1 h 50 min 33 s |
| 2016  | WTS Leeds                                          | Royaume-Uni    | Médaille d'or      | 1 h 49 min 27 s |
| 2016  | Championnats du monde d'aquathlon                  | Mexique        | Médaille d'or      | 0 h 28 min 58 s |
| 2015  | WTS Cape Town                                      | Afrique du Sud | Médaille d'or      | 1 h 39 min 19 s |
| 2015  | WTS Londres                                        | Royaume-Uni    | Médaille d'or      | 0 h 50 min 39 s |
| 2014  | Championnats du monde de triathlon en relais mixte | Allemagne      | Médaille d'or      | 1 h 19 min 7 s  |
| 2014  | WTS Finale Edmonton                                | Canada         | Médaille d'or      | 1 h 48 min 44 s |
| 2014  | WTS Hambourg                                       | Allemagne      | Médaille d'or      | 0 h 51 min 43 s |
| 2014  | Championnat d'Europe                               | Autriche       | Médaille d'or      | 1 h 54 min 8 s  |
| 2013  | WTS Stockholm                                      | Suède          | Médaille d'or      | 1 h 55 min 31 s |
| 2013  | WTS Kitzbühel                                      | Autriche       | Médaille d'or      | 0 h 55 min 23 s |
| 2012  | Jeux olympiques - Londres                          | Royaume-Uni    | Médaille d'or      | 1 h 46 min 25 s |
| 2012  | WTS Kitzbühel                                      | Autriche       | Médaille d'or      | 1 h 50 min 13 s |
| 2011  | Championnat du monde - Classement Général          |                | Médaille d'or      | 4285 points     |
| 2011  | Championnat d'Europe                               | Espagne        | Médaille d'or      | 1 h 48 min 48 s |
| 2011  | Championnats du monde de triathlon en relais mixte | Suisse         | Médaille d'or      | 1 h 9 min 29 s  |
| 2010  | Championnat d'Europe                               | Irlande        | Médaille d'or      | 1 h 44 min 25 s |
| 2009  | Championnat du monde - Classement Général          |                | Médaille d'or      | 4400 points     |

| Année | Nombres | Étapes                                                      |
| ----- | ------- | ----------------------------------------------------------- |
| 2017  | 1       | Leeds                                                       |
| 2016  | 2       | Leeds, Stockholm                                            |
| 2015  | 2       | Cape Town, Londres                                          |
| 2014  | 2       | Edmonton (Finale), Hambourg                                 |
| 2013  | 3       | San Diego, Kitzbühel, Stockholm                             |
| 2012  | 1       | Kitzbühel                                                   |
| 2011  | 4       | Pékin (Finale), Madrid, Kitzbühel, Londres                  |
| 2010  | 2       | Budapest (Finale), Madrid                                   |
| 2009  | 5       | Gold Coast (Finale), Madrid, Washington, Kitzbühel, Londres |
| Total | 22      |                                                             |

| Année | Nombres | Étapes         |
| ----- | ------- | -------------- |
| 2022  | 1       | Swansea        |
| 2019  | 1       | Dún Laoghaire  |
| 2018  | 2       | Liuzhou, Dubaï |
| 2017  | 1       | Saint George   |
| Total | 5       |                |

| Année | Nombres | Étapes                           |
| ----- | ------- | -------------------------------- |
| 2015  | 1       | Valence                          |
| 2011  | 4       | Dunkerque, Nice, Paris, La Baule |
| 2010  | 2       | Tours, Paris                     |
| 2009  | 2       | Beauvais, Paris                  |
| Total | 9       | 7 villes différentes             |

| Année | Nombres | Étapes                         |
| ----- | ------- | ------------------------------ |
| 2022  | 1       | Suède                          |
| 2019  | 2       | Irlande, Australie-Occidentale |
| Total | 3       |                                |